# Gare de Yukuhashi
La gare de Yukuhashi (行橋駅, Yukuhashi-eki) est une gare ferroviaire de la ville de Yukuhashi, dans la préfecture de Fukuoka au Japon. Elle est exploitée par les compagnies JR Kyushu et Heisei Chikuho Railway.

## Situation ferroviaire
La gare de Yukuhashi est située au point kilométrique (PK) 25,0 km de la ligne principale Nippō. Elle marque le début de la ligne Tagawa.

## Histoire
La gare a été inaugurée le 15 août 1895.

## Service des voyageurs

### Accueil
La gare dispose d'un bâtiment voyageurs ouvert tous les jours, avec des guichets et des automates pour l'achat de titres de transport.

### Desserte

#### JR Kyushu
- Ligne principale Nippō :
  - voies 1 et 2 : direction Nakatsu, Usa et Ōita
  - voies 3 et 4 : direction Jōno et Kokura

#### Heisei Chikuho Railway
- Ligne Tagawa :
  - voie 5 : direction Tagawa-Ita